# NGC 5199
NGC 5199 é uma galáxia lenticular (S0) localizada na direcção da constelação de Canes Venatici. Possui uma declinação de +34° 49' 52" e uma ascensão recta de 13 horas, 30 minutos e 42,7 segundos.
A galáxia NGC 5199 foi descoberta em 1 de Maio de 1785 por William Herschel.